# 외르크 보이테
외르크 보이테(독일어: Jörg Woithe, 1963년 4월 11일 ~ )는 전 동독의 수영 선수이다.
동베를린에서 태어난 보이테는 1980년 모스크바 올림픽에서 100m 자유형 금메달과 800m 자유형 계주 은메달을 획득하였으며, 200m 자유형과 400m 자유형 계주에서 4위를 하였다.
1981년과 1987년 사이에 그는 세계와 유럽 선수권에서 2개의 금메달, 7개의 은메달과 5개의 동메달을 땄다.
수영에서 은퇴한 후, 보이테는 라이프치히에 있는 독일 스포츠·체육 연구소에서 학위를 받았다. 그러고나서 수영 코치로 일하고, 또한 수영 용품과 윤활유를 생산하는 회사들에 의하여 고용되었다.